# Tafrant
Tafrant  (in arabo تافرانت‎?) è un centro abitato e comune rurale del Marocco situato nella provincia di Taounate, regione di Fès-Meknès. Conta una popolazione di 14 246 abitanti (censimento 2014).